# 한국보건의료연구원
한국보건의료연구원(韓國保健醫療硏究院, National Evidence-based healthcare Collaborating Agency, NECA)은 보건의료기술 및 제품에 대한 경제성 분석, 임상 성과평가를 통해 객관적이고 과학적인 근거를 소비자·보험자·의료기관 등에게 제공함으로써 의료비용 효율성 제고 및 보건의료산업 활성화에 기여하기 위하여 설립된 대한민국 보건복지부 산하 법인이다. 서울특별시 광진구 능동로 400 보건복지행정타운(3~5층)에 위치하고 있다.

## 설립 근거
- 보건의료기술진흥법

## 연혁
- 2007년 6월 제5차 의료산업진화위원회(위원장국무총리)에서 기관 신설방침 확정
- 2007년 8월 제8차 공공기관운영위원회(위원장기획예산처 장관)에서 기관 신설심의(원안 의결)
- 2007년 10월 한국보건의료연구원 설립을 위한 보건의료기술진흥법 개정안 국회 제출(정부안)
- 2008년 2월 국회 제271회 제9차 본회의에서 보건의료기술진흥법 개정안 통과
- 2008년 3월 보건의료기술진흥법 개정안(법률 제9028호) 공포
- 2008년 5월 보건의료기술진흥법 부칙 제2조에 따른 설립위원(7인) 위촉
- 2008년 12월 초대 임원 임명(보건복지가족부 장관) 및 제1차 이사회 개최
- 2009년 3월 한국보건의료연구원 개원식
- 2009년 8월 기관소식지 《근거와 가치》 발간
- 2010년 2월 보건의료 질 지표 종합정보망(clearinghouse) 구축
- 2010년 4월 근거창출임상연구국가사업단(NSCR) 출범 및 주관연구기관으로 지정
- 2010년 6월 건강보험심사평가원으로부터 신의료기술평가사업 이관
- 2013년 1월 기타공공기관 지정
- 2013년 2월 대한의학회 MOU 체결
- 2013년 3월 개원4주년 기념 국제심포지움 개최 ‘의료기술평가의 정책적 활용’
- 2013년 6월 제10회 국제의료기술평가 학술대회(HTAi) 주관(동아시아 최초)
- 2013년 7월 신의료기술평가 고유 사업화(「보건의료기술진흥법」 개정)
- 2013년 8월 기관 사옥 이전(원남동 창경빌딩 → 퇴계로 남산스퀘어)
- 2013년 10월 제3대 임태환 원장 취임
- 2013년 10월 2012년 보건복지부 산하기관 경영평가(예비) 우수기관 선정
- 2013년 11월 신의료기술평가 원스탑서비스 시범사업 실시
- 2013년 11월 한국과학기술정보연구원(KISTI) MOU 체결
- 2014년 2월 원자력의학원 MOU 체결
- 2014년 2월 영국 NICE MOU 체결('16.2월 만료)
- 2014년 3월 제2차 NECA Annual Conference(연례회의) 개최 - 근거중심의학연구와 의료기술평가 미래를 향한 도약
- 2014년 4월 ‘제한적 의료기술평가’ 도입
- 2014년 6월 의료기관평가인증원 MOU 체결
- 2014년 8월 신의료기술평가 원스탑 서비스’ 정식화
- 2014년 8월 한국약학교육협의회 MOU 체결
- 2015년 3월 국민건강보험공단 MOU 체결
- 2015년 3월 제3차 NECA Annual Conference(연례회의) 개최 - 의료기술평가의 사회적 활용
- 2015년 3월 경희대학교 동서의학대학원 MOU 체결
- 2015년 5월 캐나다 보건의약기술평가원(CADTH) MOU체결('19.7월 만료)
- 2015년 5월 신의료기술평가에 관한 규칙 개정(평가기간 단축 360일 → 280일)
- 2015년 7월 보건복지부 2014년도 경영평가 우수기관 선정
- 2015년 8월 국민건강 임상연구 지원사업 선정 및 코디네이팅 센터 설치
- 2016년 3월 제4차 Annual Conference(연례회의) 개최_ '국가주도형 보건의료 근거창출 미래전략'
- 2016년 7월 2015년 보건복지부 경영평가 우수기관(A등급) 선정
- 2016년 10월 제4대 이영성 원장 취임
- 2017년 2월 '근거기반 임상영상 가이드라인' 대한의학회 우수지침 인정
- 2017년 3월 제5차 Annual Conference(연례회의) 개최_ '환자중심근거기반 보건의료의 미래 전략'
- 2017년 7월 2016년도 보건복지부 경영평가 우수기관(A등급) 선정
- 2017년 11월 신의료기술평가 10주년 기념 국제 컨퍼런스 개최
- 2018년 3월 개원 9주년 기념 연례학술회의 개최_건강보험 보장성 강화와 의료기술평가가치기반 보건의료의 실현'
- 2018년 5월 NECA-태국 보건부 국제교류 협력방안 모색 간담회 개최
- 2019년 2월 2019년도 기타공공기관_연구개발 목적기관 지정
- 2019년 4월 개원 10주년 기념 심포지엄 개최_NECA 10주년의 성과와 의료기술평가 발전 전략
- 2019년 4월 제8회 HTAsiaLink 연례학술회의 개최_보편적 의료보장을 위한 우선순위 설정
- 2019년 4월 환자중심의료기술최적화 연구사업 주관연구기관 선정
- 2019년 6월 2018년도 보건복지부 경영평가 우수기관(A등급) 선정
- 2020년 1월 제5대 한광협 원장 취임
- 2020년 2월 2020년도 기타공공기관_연구개발목적기관 지정
- 2020년 10월 2019년도 보건복지부 경영평가 우수기관(A등급) 선정
- 2021년 2월 2021년도 기타공공기관_연구개발목적기관 지정
- 2021년 3월 개원 12주년 기념 연례학술회의 개최_과학적 근거제시를 통한 보건의료 가치 실현
- 2021년 5월 GRADE 센터 지정
- 2021년 10월 2020년도 보건복지부 경영평가 우수기관(A등급) 선정
- 2021년 12월 기관 청사 이전(중구 남산스퀘어->광진구 보건복지행정타운)
- 2022년 3월 개원 13주년 기념 연례학술회의 개최_지속가능한 보건의료체계도전과 극복
- 2022년 10월 2021년도 보건복지부 경영평가 우수기관(A등급) 선정
- 2022년 11월 GRADE 센터 국제 세미나 개최
- 2023년 7월 제6대 이재태 원장 취임
- 2023년 8월 2022년도 보건복지부 경영평가 우수기관(A등급) 선정
- 2023년 11월 개원 14주년 기념 연례학술회의 개최_네카가 듣는다: 의료기술평가를 활용한 의사결정, 도전과 과제
- 2024년 3월 개원 15주년 기념 연례학술회의 개최 개최_보건의료연구, 기술 중심에서 보건의료체계
- 2024년 7월 2023년도 보건복지부 경영평가 우수기관(A등급) 선정

## 조직

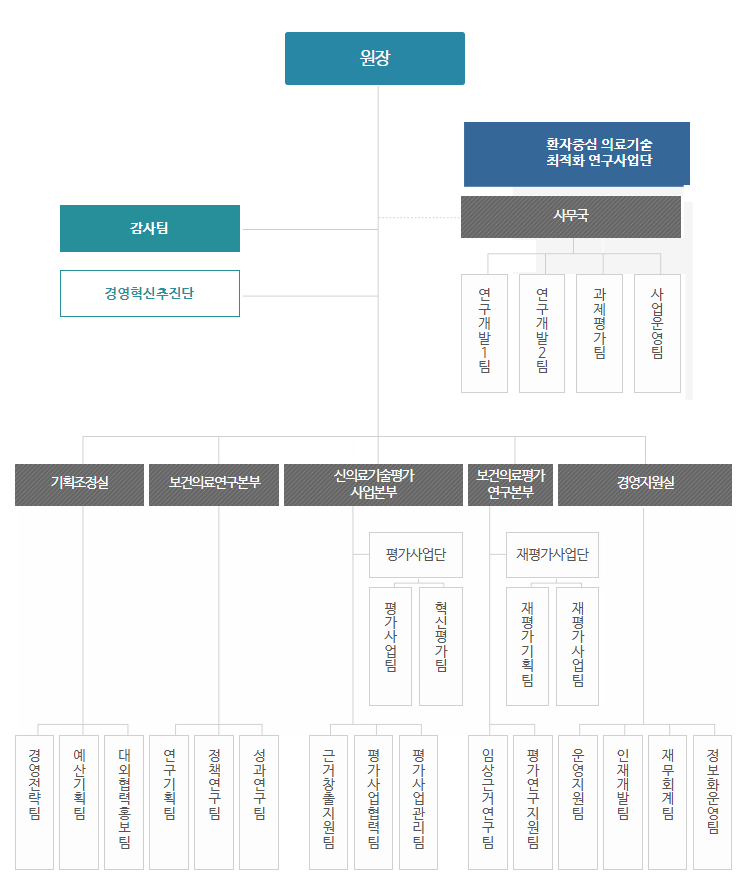